# Pedro Lemebel
Pedro Lemebel, né à Santiago du Chili le 21 novembre 1952 et mort le 23 janvier 2015 dans la même ville, est un auteur et artiste plasticien chilien.

## Biographie

### Jeunesse et études
Pedro Lemebel nait en 1952 à Santiago. Il grandit au Zanjón de la Aguada, un bidonville de la capitale, au sein d'une famille partisane de Salvador Allende. Diplômé d'un lycée professionnel, il est ensuite le premier de sa famille à entrer à l'université, où il étudie la pédagogie appliquée à l'art. Après quoi, il enseigne dans deux lycées à partir de 1979. Il est cependant renvoyé de son poste quelques années plus tard compte tenu du fait qu'il est « visiblement homosexuel »,. Pedro Lemebel commence alors à gagner sa vie en tant que vendeur ambulant de livres d'occasion, de cartes postales ainsi que d'objets artisanaux.

### Début de carrière littéraire et engagement contre la dictature
Fréquentant le Coordinador Cultural, Pedro Lemebel fait à cette époque la rencontre de nombreux artistes opposés à la dictature d'Augusto Pinochet et de gauche, parmi lesquels la poétesse féministe Carmen Berenguer et l'écrivaine Diamela Eltit. Il se lance en littérature en rédigeant des « contes », lorsqu'il commence à assister à l'atelier littéraire de Pía Barros (es). En 1986, ces premières histoires sont réunies dans le recueil Incontables. La même année, il lit, travesti, son poème-manifeste Hablo por mi diferencia à un rassemblement de gauche. Malgré cela, et bien qu'il soit aussi ami avec Gladys Marín, présidente et secrétaire générale du Parti communiste du Chili, Pedro Lemebel n'intègre jamais tout à fait les cercles de gauche du fait de l'homophobie qui y règne alors,.

### Las Yeguas del Apocalipsis
En 1987, Pedro Lemebel et Francisco Casas, un autre « homosexuel pauvre », fondent le duo Las Yeguas del Apocalipsis (Les Juments de l'Apocalypse). Proches des travailleurs du sexe de Santiago, Las Yeguas dénoncent à travers des performances les violences commises à leur encontre ainsi que l'indifférence dans laquelle meurent alors les personnes LGBT malades du sida. Bien qu'il ne disparaisse officiellement qu'en 1998, le duo commence à partir de 1991 à espacer de plus en plus ses apparitions. En effet, fortement médiatisées car scandaleuses, leurs performances se voient rapidement réduites à ce seul aspect et donc dépolitisées. Au-delà cependant du fait qu'elles ont le sentiment de ne plus arriver à faire entendre leur discours critique, Las Yeguas refusent par ailleurs de participer à ce qu'elles considèrent être une mise en scène hypocrite de la tolérance du nouveau régime chilien à l'égard des personnes LGBT. Aussi, tandis que Francisco Casas se lance dans l'art audiovisuel, Pedro Lemebel choisit de son côté de se focaliser sur l'écriture.

### Suite de la carrière littéraire
À partir de 1990, Pedro Lemebel collabore à la revue Página Abierta, où il publie son Manifesto ainsi que ses premières « chroniques ». Il fait paraitre en 1995 La esquina es mi corazón et, l'année suivant, Loco afán : Crónicas de sidario, le premier recueil de ses chroniques, alors consacrées au sida et aux conditions de vie des travestis. Son roman Tengo miedo torero, publié en 2001, après avoir été un succès au Chili, est traduit en plusieurs langues, faisant connaître Pedro Lemebel à l'international.
Il meurt le 23 janvier 2015 d'un cancer du larynx.

## Caractéristiques de l’œuvre littéraire

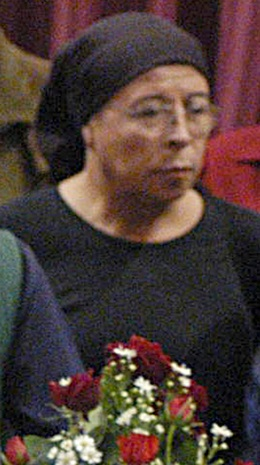
Pedro Lemebel en 2005.

L’œuvre littéraire de Pedro Lemebel se compose majoritairement de chroniques, d'abord publiées dans des journaux ou lues à la radio, puis rassemblées dans des recueils. Elle comprend également cependant des contes (Incontables) ainsi qu'un roman (Tengo miedo torero).
Traversée par l'homosexualité, son œuvre est rapprochée par le chercheur Lionel Souquet de celle d'autres auteurs hispano-américains tels que Reinaldo Arenas, Copi, Manuel Puig, Juan Pablo Sutherland (es) et Fernando Vallejo. Ainsi, contrairement aux auteurs du Boom latino-américain, Pedro Lemebel et les autres mettent en scène « des figures d'homosexuels de manière explicitement sexuée et sexuelle » et « tâchent de construire une homosexualité contestataire » à travers des écrits qualifiés de « kitsch  » et « camp », nourris de culture populaire et marqués par leur condition de marginaux.

### Tengo miedo torero
Tengo miedo torero est l'unique roman de Pedro Lemebel. Selon Lionel Souquet, il s'agit d'un hommage au roman El beso de la mujer araña, paru en 1976, de Manuel Puig.

## Influence

### Dans le champ littéraire
L'œuvre de Pedro Lemebel a influencé, tant sur la forme que sur le fond, nombre d'auteurs contemporains de langue espagnole, parmi lesquels Félix Bruzzone (es), Rita Indiana, Efraim Medina Reyes et Paul B. Preciado.
Pour Eduardo Peña Cardona, Tengo miedo torero est par ailleurs « peut-être l’œuvre qui a amorcé les mouvements des "TransLiteraturas ultracontemporáneas" en Ibéro-Amérique ».

### Dans le champ politique chilien
Selon l'anthropologue Fernanda Carvajal, il se pourrait que les relations entretenues par Pedro Lemebel avec des personnalités de la gauche politique chilienne aient contribué à « exposer l'homophobie » des partis qui la composent, voire à y « jeter une base politique en matière de politiques féministes et lgbt ».

## Hommages

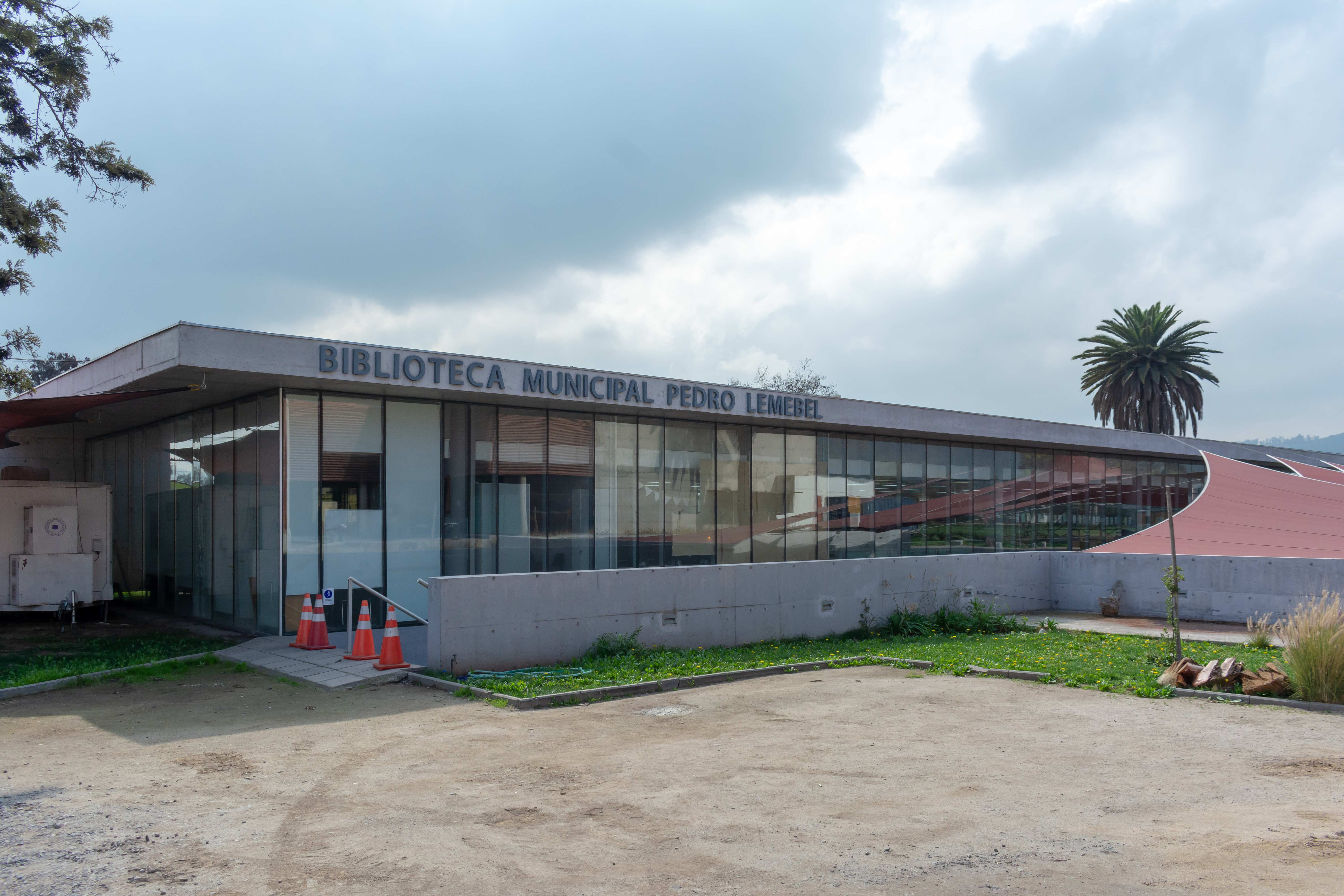
La bibliothèque municipale Pedro-Lemebel, dans la commune de Recoleta, au Chili.

## Œuvre littéraire
- (es) Incontables, Seix Barral, 1986, 100 p.
- (es) La esquina es mi corazón, Santiago du Chili, Seix Barral, 2001 (1re éd. 1995)
- (es) Loco afán : Crónicas del sidario, Santiago, LOM, 1996
- (es) De perlas y cicatrices, Santiago, LOM, 1998
- Je tremble, ô Matador [« Tengo miedo torero »] (trad. de l'espagnol par Alexandra Carrasco), Paris, Denoël, coll. « Et d'ailleurs », 2004 (1re éd. 2001) (ISBN 2-207-25358-9)
- (es) Zanjón de la Aguada, Santiago, Seix Barral, 2003
- (es) Adiós mariquita linda, Sudamericana, 2005
- (es) Serenata cafiola, Santiago, Planeta, 2008
- Manifeste (je parle pour ma différence), trad. Guy Poitry, Hétérographe n° 8, automne 2012, p. 26-31.
- (es) Háblame de amores, Santiago, Seix Barral, 2012 (ISBN 978-9562476621)
- (es) Poco hombre, Las afueras, 2013, 344 p. (ISBN 978-84-124802-7-6)
- (es) Mi amiga Gladys, Santiago, Seix Barral, 2016, 100 p.
- (fr + es) « Manifeste (Je parle par ma différence) » [« Manifesto (Hablo por mi diferencia) »] (trad. Bernard Banoun), la mer gelée, Éditions Vanloo « amour »,‎ 2021